# Gol de Plata (película de 2022)
Gol de Plata es una película guatemalteca-salvadoreña dirigida por Kenneth Muller. En una cinta biográfica basada en la vida el exfutbolista guatemalteco Juan Carlos Plata.

## Argumento
La película trata de la vida del exfutbolista guatemalteco Juan Carlos Plata, quien jugó en el Club Social y Deportivo Municipal de dicho país, y en su selección nacional. En la cinta aparece cuando Plata anotó el gol histórico de Guatemala, en el partido contra la selección de Brasil, en la Copa Oro de 1996. Pero el mismo Plata afirma que la cinta no se basa en ese gol, sino sobre las consecuencias de ese logro en su carrera y en su impacto en el fútbol guatemalteco.

## Reparto
- Enrique Argüello
- Juan Pablo Asturias como don Alfonso
- Tavo Bárcenas
- Fernando Cuautle
- Mathew Santiago De León
- Leonardo García Vale
- Marta Elena García
- Christian Graves
- Juan Antonio Llanes como sacerdote
- Valeria Oliva
- Melanie Padilla
- Sebastián Vidal

## Producción
La cinta fue escrita, producida y dirigida por el cineasta guatemalteco Kenneth Müller y el rodaje duró más de un mes y se filmó en varios escenarios de Guatemala, incluido en el lugar donde nació el exfutbolista.

## Estreno
La película se estrenó el 15 de enero de 2022 en 40 salas de cine en Guatemala y el 6 de octubre en El Salvador.